# Elke Meyer
Elke Meyer (* Januar 1963 in Hamburg) ist eine deutsche Schriftstellerin.
Ihre Werke sind in den Genres Liebesroman, Fantasy Romance und Erotik anzusiedeln. Außer unter ihrem richtigen Namen schreibt Elke Meyer auch noch unter dem Pseudonym Kim Landers.

## Leben
Elke Meyer ist seit ihrer Schulzeit von alten Kulturen in Ägypten und Südamerika fasziniert, weshalb ihre Bücher oft an historischen Orten spielen. Nach dem Abitur machte sie eine Lehre als Bankkauffrau. Nebenbei erhielt sie eine private Ausbildung in Operngesang und Schauspiel. Elke Meyer hat zwei erwachsene Söhne.

## Künstlerisches Schaffen
Meyers erster veröffentlichter Roman war Das Versprechen aus der Vergangenheit (2005). Eine junge Bauarchitektin wird von Albträumen heimgesucht, in denen stets ein Mann mit leuchtend blauen Augen auftaucht und sie durch verschiedene Zeitepochen begleitet. Ein Roman über die Macht der Liebe, die alle Zeit zu überdauern vermag. Mit Kassandras Träume (2007) folgte ein weiterer Liebesroman. Sofie verfügt über die Gabe des Hellsehens und sieht ihren eigenen Tod voraus, aber auch eine große Liebe für ihre Zwillingsschwester Julia.
Weitere Romane folgten. 2009 erschien ihr erster Erotik-Roman unter dem Pseudonym Kim Landers. Es handelt sich dabei um die Vampir-Erotik Schattenfürst. Außerdem unterstützt Meyer mit ihrem Autorenportal Ladys Lit deutsche Autorinnen, indem sie dort Interviews veröffentlicht und Bücher vorstellt. In der Edition Lady's Lit erschienen bislang zwei Kurzgeschichtensammlungen mit Beiträgen von Meyer und befreundeten Autorinnen.

### Romane
- Das Versprechen aus der Vergangenheit. BoD, ISBN 978-3-8334-4297-1.
- Kassandras Träume. Sieben-Verlag, Ober-Ramstadt, ISBN 978-3-940235-06-0.
- Im Feuer der Sterne. Sieben-Verlag, Ober-Ramstadt, ISBN 978-3-940235-21-3.
- Mond der Unsterblichkeit. Sieben-Verlag, Ober-Ramstadt, ISBN 978-3-940235-33-6.
- Mond der verlorenen Seelen. Sieben-Verlag, Ober-Ramstadt, ISBN 978-3-940235-34-3.
- Mond der Ewigkeit. Sieben-Verlag, Ober-Ramstadt, 2011, ISBN 978-3-940235-35-0.

erschienen unter dem Pseudonym Kim Landers:
- Nathanael. Band 1 der Blutengel-Reihe. Ubooks/U-Line, Mossautal 2011, ISBN 978-3-939239-15-4.
- Aaron. Band 2 der Blutengel-Reihe. Ubooks/U-Line, Mossautal 2012, ISBN  978-3939239-29-1
- Jadefeuer. Ubooks/U-Line, Mossautal 2014, ISBN 978-3939239-11-6.

### Erotikromane
erschienen unter dem Pseudonym Kim Landers
- Schattenfürst. Plaisir d'Amour Verlag, ISBN 978-3-938281-60-4.
- Karpatenfürst. Plaisir d'Amour Verlag, ISBN 978-3-938281-65-9.

### Kurzgeschichtensammlung Fantasy
- Weihnachten mit der Elfenschrift. BoD, ISBN 978-3-8370-7096-5.
- Dezembergeflüster. Märchenhafte und fantastische Geschichten zur Weihnachtszeit. Edition Ladys Lit. Aaronis-Collection, Aspach 2009, ISBN 978-3-936524-07-9.
- Blutsommer. Krimi-Anthologie. Edition Ladys Lit. Aaronis-Collection, Aspach 2010, ISBN 978-3-936524-17-8.

### Kurzgeschichtensammlung Erotik
- Wenn es dunkel wird im Märchenwald ... Band 2, Plaisir d'Amour Verlag, ISBN 978-3-938281-62-8.